# Phare de Fenerbahçe
Le phare de Fenerbahçe (en turc : Fenerbahçe Feneri) est un phare historique toujours en usage, situé sur la côte nord de la mer de Marmara dans le quartier de Fenerbahçe du district de Kadıköy à Istanbul, en Turquie.

## Histoire
Des documents historiques mentionnent que l'emplacement du cap a souvent causé des dommages maritimes. En 1562, le sultan Soliman le Magnifique (règne de 1520 à 1566) publia un décret dans lequel il ordonna l'établissement d'une lumière sur les rochers au cap Kalamış, comme on l'appelait à l'époque.

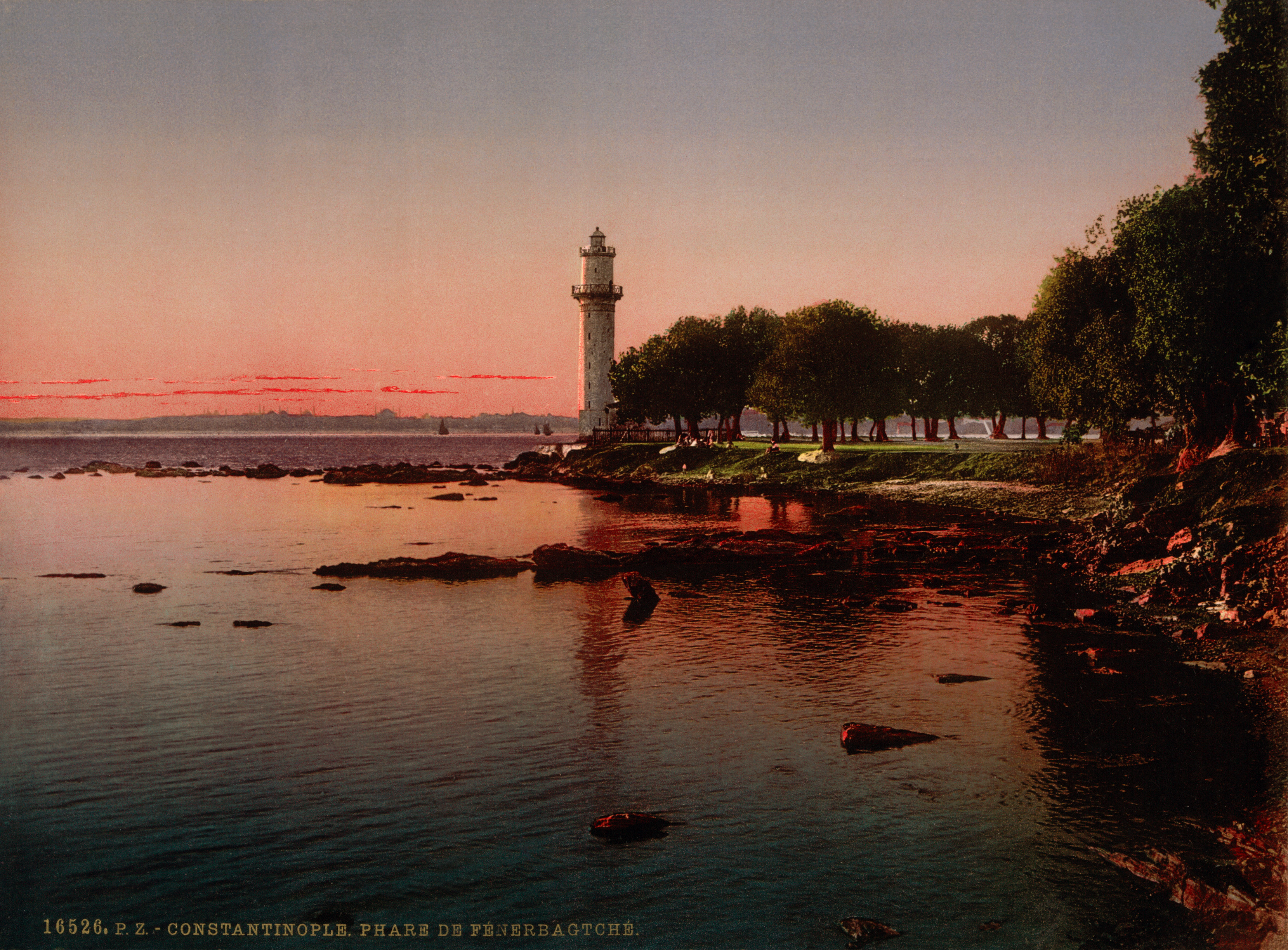
Le phare à la fin des années 1800

Construit en 1857, le phare se dresse sur une pointe du cap Fenerbahçe près du côté est de l'entrée du Bosphore. Le site de Fenerbahçe a été nommé d'après le phare (littéralement : Fener pour phare et bahçe pour jardin). Il est situé à environ 1,5 kilomètre au sud de Kadıköy dans un parc public. Le phare, de 20 mètres de hauteur, est peint en blanc. Une maison de gardien en maçonnerie d'un étage y est attachée,.
Le phare était initialement éclairé par du kérosène, mais la source lumineuse a ensuite été remplacée par une lumière Dalén utilisant du carbure (gaz acétylène). Actuellement, il fonctionne à l'électricité. La lanterne du phare a une source lumineuse de 1 000 watts. Sa lumière est visible à une distance de 24 km. La corne de brume du phare souffle toutes les 60 secondes en cas de brouillard,.
Le phare de Fenerbahçe est répertorié en Turquie sous le code "TUR-021" et son indicatif radio est TC2FLH. Il est exploité et entretenu par l'autorité de sécurité côtière (en turc : Kıyı Emniyeti Genel Müdürlüğü) du ministère des Transports et des Communications.
Le phare et la maison du gardien sont sous protection en tant que site du patrimoine national. Le site est ouvert au public, mais la tour est fermée.

## Caractéristique dufeu maritime
Fréquence : 12 secondes (W-W)
- Lumière : 1,5 seconde
- Obscurité : 2 secondes
- Lumière : 1,5 seconde
- Obscurité : 7 secondes